# Vahlia geminiflora
Vahlia geminiflora är en tvåhjärtbladig växtart som först beskrevs av Del., och fick sitt nu gällande namn av Diane Mary Bridson. Vahlia geminiflora ingår i släktet Vahlia och familjen Vahliaceae. Inga underarter finns listade.